# 中世西洋音楽の作曲家一覧
中世西洋音楽の作曲家一覧（ちゅうせいせいようおんがくのさっきょくかいちらん）

## 作曲家
生年の順に並べてあります。（生年が同じなら没年の順）
- 聖歌作者（学僧）
  - ローマ教皇グレゴリウス1世（Pope Gregory I, 540年頃 - 604年）
  - ヒルデガルト・フォン・ビンゲン（Hildegard von Bingen, 1098年 - 1179年）
  - 賢王アルフォンソ10世（Alfonso X, El Sabio, 1221年 - 1284年）
- サン・マルシャル楽派とノートルダム楽派
  - サン・ヴィクトールのアダン（Adam de St.Victor, 活動：1107年頃 - 1146年没）
  - アルベルトゥス・パリジェンシス（magister Albertus Parisiensis, 活動：1146年頃 - 1177年頃没）
  - レオニヌス（Leonin, 12世紀後半）
  - ペロティヌス（Pérotin, 12世紀後半 - 13世紀前半）
- アルス・アンティクヮ
  - アダン・ド・ラ・アル（Adam de la Halle, 1245年/50年頃-1285年/88年頃
  - ペトルス・デ・クルーチェ（Petrus de Cruce (Pierre de la Croix), 1299年頃没）
- トルバドゥールとトルヴェール
  - アキテーヌ公（ポワティエ伯）ギヨーム9世（William IX of Aquitaine, 1071年 - 1126年）
  - ジャウフレ・リュデル（Jaufré Rudel, 12世紀中葉）
  - マルカブリュ（Marcabru, 1128年頃 - 1150年頃）
  - ベルナルト・デ・ヴェンタドルン（Bernart de Ventadorn, 1130年/1140年 - 1190年/1200年)
  - ギラウト・デ・ボルネーユ（Guiraut de Bornelh, 1140年頃 - 1200年頃）
  - ベルトラン・デ・ボルン（Bertran de Born, 1140年頃 - 1215年以前）
  - ラインバウト・ダウレンガ（ランボー・ドランジュ）（Raimbaut d'Aurenga, 1147年以前 - 1173年頃）
  - ラインバウト・デ・ヴァケイラス（Raimbaut de Vacqueiras, 1150年頃 - 1207年）
  - コノン・ド・ベテュヌ（Conon de Béthune, 1150年頃 - 1219年)
  - リシャール獅子心王（Richard I, 1157年 - 1199年）
  - ガス・ブリュレ（Gace Brulé, 1160年頃 - 1219年)
  - ジャン・ボデル（Jehan Bodel, 1165年頃 - 1210年頃）
  - アルナウト・デ・マローユ（Arnaut de Mareuil [Arnaut de Marolh], 1171年頃 - 1195年頃）
  - アルナウト・ダニエル（Arnaut Daniel, 1180年頃 - 1210年頃）
  - ペイレ・ヴィダル（Peire Vidal, 1175年頃 - 1210年頃）
  - ギオ・ド・ディジョン（Guiot de Dijon, 活動 1215年頃 - 1225年頃
  - アイメリック・デ・ペギヤン（Aimeric de Peguilhan, 1175年頃 - 1230年頃）
  - ペイレ・カルデナル（Peire Cardenal, 1180年？ - 1278年？）
  - ライモン・デ・ミラヴァル（Raimond de Miraval, 1185年頃 - 1230年頃）
  - シャンパーニュ伯ティボー4世（Theobald IV of Champagne, 1201年 - 1253年）
  - ギヨーム2世・ド・ヴィルアルドゥアン（William II Villehardouin, 1278年没）
  - ギラウト・リキエル（Guiraut Riquier, 1294年没）
  - ジャンノ・ド・レスキュレル（Jehannot de l'Escurel, 1304年没）
- ミンネゼンガーとマイスタージンガー
  - ヴォルフラム・フォン・エッシェンバッハ（Wolfram von Eschenbach, 1220年頃没）
  - ヴァルター・フォン・デア・フォーゲルヴァイデ（Walther von der Vogelweide, 1170年頃 - 1230年頃）
  - タンホイザー（Tannhäuser, 1205年頃 - 1267年頃）
  - コンラート・フォン・ヴュルツブルク（Konrad von Würzburg, 1225年頃 - 1287年）
  - フラウエンロープ（ハインリヒ・フォン・マイセン)（Frauenlob [Heinrich von Meissen], 1250年頃/1260年頃 - 1318年）
  - ナイトハルト・フォン・ロイエンタール（Neidhart von Reuental, 13世紀）
  - オスヴァルト・フォン・ヴォルケンシュタイン（Oswald von Wolkenstein, 1377年頃 - 1445年）
  - ハンス・ザックス（Hans Sachs, 1494年頃 - 1576年）
- アルス・ノーヴァ
  - フィリップ・ド・ヴィトリ（Philippe de Vitry, 1291年 - 1361年）
  - ギヨーム・ド・マショー（Guillaume de Machaut, 1300年頃 - 1377年）
  - フランソワ・アンドリュー（François Andrieu, 14世紀）
- トレチェント音楽（1330年代 - 1400年代 イタリアのポリフォニー音楽）
  - マギステル・ピエーロ（Magister Piero [Piero da Firenze], 活動1330年頃 - 1350年頃）
  - ジョヴァンニ・ダ・カッシャ（Giovanni da Cascia　[Johannes de Florentia], 活動1340年頃 - 1350年頃）
  - ヤコポ・ダ・ボローニャ（Jacopo da Bologna, 活動1340年頃 - 1360年頃没）
  - ゲラルデッロ・ダ・フィレンツェ（Gherardello da Firenze, 1322年頃 - 1363年/1364年）
  - ロレンツォ・ダ・フィレンツェ（Lorenzo da Firenze, 1372年/1373年没）
  - フランチェスコ・ランディーニ（Francesco Landini, 1325年頃 - 1397年）
  - アントニオ・ザッカーラ・ダ・テーラモ（Antonius Zachara da Teramo [Magister Zacharias], 活動1380年頃-1415年頃）
- アルス・スブティリオル（1310年代 - 1320年代 南仏～北伊）
  - ソラージュ（Solage, 14世紀後半）
  - トレボール（Trebor, 14世紀後半）
  - ボード・コルディエ（Baude Cordier, 14世紀後半）
  - グリマス（Grimace, 14世紀後半）
  - ピキニ（Pykini, 14世紀後半）
  - ジャコブ・ド・サンレーシュ（Jacob de Senleches, 活動 1378年 - 1395年）
  - フィリップス・ダ・カゼルタ（Philipoctus da Caserta, 14世紀後半）
  - アントネッロ・デ・カゼルタ（Anthonello de Caserta, 活動 14世紀後半 - 15世紀前半）
  - マッテオ・ダ・ペルージャ（Matteo da Perugia, 1418年没）
  - ヨハネス・シモン・アスプロワ（Johannes Simon Hasprois [Johannes Symonis], 1428年没）
  - ピエール・デ・モラン（Pierre des Molins, 15世紀中頃）
- 「中世の秋」から初期ルネサンスへ
  - ヨハンネス・チコーニア（Johannes Ciconia, 1373年頃 - 1417年）
  - リオネル・パワー（Leonel Power, 1370年/1385年 - 1445年）
  - ニコラ・グルノン（Nicolas Grenon, 1375年頃 - 1456年）
  - ジョン・ダンスタブル（John Dunstable, 1390年頃 – 1453年)
  - ユゴー・ド・ランタン（Hugo de Lantins, 1420年代 - 1430年代に活躍）
  - アルノルド・ド・ランタン（Arnold de Lantins, 1430年代に活躍）

## 音楽理論家
- セビーリャのイシドルス Isidore of Seville (560年 - 636年)
- クリュニーのオド Saint Odo of Cluny (878年頃 - 942年)
- グイード・ダレッツォ Guido d'Arezzo (991年/992年 - 1050年)
- ケルンのフランコ Franco of Cologne (13世紀)
- ヨハンネス・デ・グロケイオ Johannes de Grocheo (13世紀)
- マルケット・ダ・パドヴァ（Marchetto da Padova, 1274年？ - 1326年頃）